# K-MIX ROOTS RADIO
K-MIX ROOTS RADIO（ケイミックス・ルーツレディオ）は、静岡エフエム放送（K-MIX）で放送されているラジオ番組である。

## 概要
2023年4月の改編により、『K-mix Anchor Night』に代わる番組として放送開始した。

## パーソナリティ
- DJ Roni